# Günther Noack
Günther Noack (Budapest, 24 dicembre 1912 – Biberach an der Riß, 3 maggio 1991) è stato un pattinatore artistico su ghiaccio tedesco. Insieme a Inge Koch ha vinto due bronzi al Campionato del mondo e due bronzi al Campionato europeo nella gara riservata alle coppie nel 1938 e nel 1939.

## Risultati
Con Inge Koch
| Evento              | 1937 | 1938 | 1939 |
| ------------------- | ---- | ---- | ---- |
| Campionati mondiali | 5°   | 3°   | 3°   |
| Campionati europei  | 5°   | 3°   | 3°   |
| Campionati tedeschi | 2°   | 2°   |      |

Con Gerda Strauch
| Evento             | 1941 | 1942 | 1943 |
| ------------------ | ---- | ---- | ---- |
| Campionato tedesco | 3°   | 1°   | 1°   |